# Atanas Aleksandrow
Atanas Krystew Aleksandrow (bułg. Атанас Кръстев Александров; ur. 2 czerwca 1952 w Michajłowie, zm. 11 kwietnia 2004 w Sofii) – bułgarski piłkarz grający na pozycji obrońcy. W swojej karierze rozegrał 25 meczów i strzelił 2 bramki w reprezentacji Bułgarii.

## Kariera klubowa
Swoją karierę piłkarską Aleksandrow rozpoczął w klubie Sławia Sofia. W sezonie 1970/1971 roku zadebiutował w nim w pierwszej lidze bułgarskiej. W sezonie 1974/1975 zdobył z nim Puchar Bułgarii. W sezonie 1979/1980 wywalczył wicemistrzostwo kraju oraz ponownie sięgnął ze Sławią po krajowy puchar. W 1982 roku odszedł do Omonii Nikozja. W 1983 roku zakończył w niej swoją karierę.

## Kariera reprezentacyjna
W reprezentacji Bułgarii Aleksandrow zadebiutował 31 maja 1972 roku w zremisowanym 3:3 meczu eliminacji do Igrzysk Olimpijskich w Monachium z Hiszpanią, rozegranym w Burgos. Grał m.in. w: eliminacjach do MŚ 74, do Euro 76 i do MŚ 78. Od 1972 do 1981 rozegrał w kadrze narodowej 25 meczów i strzelił 2 gole.